# Al Freeman junior
Al Freeman jr. (* 21. März 1934 in San Antonio, Texas als Albert Cornelius Freeman junior; † 9. August 2012) war ein US-amerikanischer Schauspieler und Regisseur.

## Karriere
Freeman trat in Filmen wie My Sweet Charlie, Finian’s Rainbow und Malcolm X auf und hatte Einsätze in Fernsehserien wie Die Bill Cosby Show, Law & Order, Homicide und The Edge of Night.
Seine bekannteste Rolle war die des Polizisten Ed Hall in der Seifenoper der ABC namens One Life to Live. Diese Rolle spielte er von 1972 bis 1985 und tauchte zwischen 1988 und 2000 dort wieder in verschiedenen Rollen auf. Er gewann einen Daytime Emmy Award als bester Hauptdarsteller in einer Fernsehserie. Freeman war der erste Afroamerikaner, der diese Auszeichnung erhielt.
In der umstrittenen Serie Hot L Baltimore tauchte er gelegentlich auf.
Er drehte One Life to Live und war damit der erste Afroamerikaner, der eine Seifenoper inszenierte.
Nach One Life to Live spielte Freeman im Film Down in the Delta mit. Im Broadway spielte er in Look to the Lilies, Blues for Mister Charlie und Medea. Für seine Rolle des Nation-of-Islam-Führers Elijah Muhammad im Spielfilm Malcolm X gewann er 1995 den NAACP Image Award als bester Nebendarsteller. 1979 hatte er in der Serie Roots: The Next Generations Malcolm X dargestellt.
Er war zuletzt Professor für Schauspielkunst an der Howard University in Washington, D.C.

## Filmographie

### Filme
- 1958: Torpedo los! (Torpedo Run)
- 1960: This Rebel Breed
- 1961: Sniper’s Ridge
- 1964: Black Like Me
- 1964: Operation Pazifik (Ensign Pulver)
- 1964: The Troublemaker
- 1966: For Pete’s Sake
- 1967: Dutchman
- 1968: Der goldene Regenbogen (Finian’s Rainbow)
- 1968: Der Detektiv (The Detective)
- 1969: Das Schloß in den Ardennen (Castle Keep)
- 1969: The Lost Man – Es führt kein Weg zurück (The Lost Man)
- 1970: My Sweet Charlie (TV)
- 1971: A Fable
- 1972: To Be Young, Gifted, and Black (Fernsehfilm)
- 1985: Perry Mason kehrt zurück (Perry Mason Returns) (Fernsehfilm)
- 1988: Sieben Stunden Angst (Seven Hours to Judgement)
- 1992: Malcolm X
- 1993: Boy Meets Girl (Fernsehfilm)
- 1994: Der steinige Weg zur Gerechtigkeit (Assault at West Point: The Court-Martial of Johnson Whittaker) (Fernsehfilm)
- 1995: Once Upon a Time… When We Were Colored
- 1998: Der Sommer, der alles veränderte (Down in the Delta)

### Fernsehserien
- 1965: Preston & Preston (The Defenders)
- 1967: The Edge of Night
- 1972–1985: Liebe, Lüge, Leidenschaft (One Life to Live, 77 Folgen)
- 1975: Hot L Baltimore (13 Folgen)
- 1978: King (3 Folgen)
- 1990, 2004: Law & Order (2 Folgen)
- 1995, 1996: Homicide (3 Folgen)

### Filmregisseur
- 1968: One Life to Live (Fernsehserie)
- 1971: A Fable

## Auszeichnungen
- 1970: Emmy Awards – nominiert als bester Darsteller in einem Film für My Sweet Charlie
- 1979: Daytime Emmy Awards – bester Darsteller in einer Dramaserie für One Life to Live
- 1979: Emmy Award – nominiert als bester Darsteller in einer Miniserie für Roots: The Next Generations
- 1986: Daytime Emmy Awards – nominiert als bester Darsteller in einer Dramaserie televisieserie für One Life to Live
- 1987: Daytime Emmy Awards – nominiert als bester Darsteller in einer Dramaserie für One Life to Live
- 1995: Image Awards – bester Nebendarsteller für Malcolm X

### Drehbuchautor
- 1976: Countdown at Kusini (Film)